# Tybaertiella
Tybaertiella is een geslacht van spinnen uit de familie hangmatspinnen (Linyphiidae).

## Soorten
De volgende soorten zijn bij het geslacht ingedeeld:
- Tybaertiella convexa (Holm, 1962)
- Tybaertiella krugeri (Simon, 1894)
- Tybaertiella peniculifera Jocqué, 1979